# KEYABINGO!
《KEYABINGO!》是日本女子偶像團體櫸坂46冠名演出的深夜綜藝節目，由日本電視台製播，節目主持人由搞笑藝人三明治人擔任。自2016年首次推出以來已播出4季。

## 概要
做為乃木坂46「坂道系列」而結成的姊妹團體櫸坂46，繼AKB48的《AKBINGO!》及乃木坂46的《NOGIBINGO!》之後，推出BINGO!系列第三彈的節目。《KEYABINGO!》是以「誰能掌握綜藝，誰就掌握了整個演藝圈」為核心目標。綜藝經驗甚少的櫸坂46成員們必須突破各式各樣的綜藝考驗，成為有如AKB48及乃木坂46的國民偶像團體。

## KEYABINGO!

### 演出人員
正式演出者
- 主持人
  - 三明治人[5]
- 櫸坂46
  - 石森虹花、今泉佑唯、上村莉菜、尾關梨香、織田奈那、小池美波、小林由依、齋藤冬優花、佐藤詩織、志田愛佳、菅井友香、鈴本美愉、長澤菜菜香、土生瑞穂、原田葵、平手友梨奈、守屋茜、米谷奈奈未、渡邊梨加、渡邊理佐[5]
- 平假名櫸坂46（けやき坂46）
  - 長濱禰留（長濱ねる）[5]

其他演出者
- 三四郎（日语：三四郎） - 第1集「櫸坂46整人!」的惡搞參與人（假主持人）[6]、第4集「盛夏的恐怖卡拉OK GP」代理主持人[7]
- Takanohashi Akira（タカノハシアキラ） - 第1集「櫸坂46整人!」的惡搞參與人（假導演）與第12集伊藤麻子的搭檔[8]
- 佐藤珠緒 - 第7集「櫸坂46 目標！性感&可愛角色」擔任可愛角色講師[9]
- 橋本愛實 - 第7集「櫸坂46 目標！性感&可愛角色」擔任性感角色講師[9]
- 島田秀平（日语：島田秀平） - 第10集「櫸坂46誰的運氣最好？幸運女孩排名」的手相師
- 伊藤麻子（日语：いとうあさこ） - 第12集「櫸坂46 vs 伊藤麻子46歲 賭上Center的大戰！」與櫸坂46全員進行對決[10]。對決最終結果由伊藤麻子取得勝利，於是批露櫸坂46出道單曲《沉默的多數》（伊藤麻子46 featuring 櫸坂46）。[11]

### 播出日期與內容
| 集數 | 播放日期      | 内容 | KEYA ROOM                                                                     |          |
| ---- | ------------- | --- | ----------------------------------------------------------------------------- | -------- |
| 1    | 2016年 7月5日 | 櫸坂46整人！ （欅坂46へのドッキリ!）                                                                                         | 織田奈那、小林由依、齋藤冬優花、守屋茜、渡邊理佐                              |          |
| 2    | 7月12日       | 櫸坂46 1對1認真對決 （欅坂46が1対1のガチンコ対決!）                                                                                  | 石森虹花、志田愛佳、菅井友香、長濱禰留、土生瑞穂                              |          |
| 3    | 7月19日       | 用偶像的生命・臉龐來進行競技之年上組與年輕組認真對決 恐怖的初次外景企畫！盛夏的恐怖卡拉OK GP（前半） （） | 今泉佑唯、上村莉菜、尾關梨香、小池美波、原田葵                                |          |
| 4    | 7月26日       | 恐怖的初次外景企畫！盛夏的恐怖卡拉OK GP（後半） （恐怖の初ロケ企画!真夏のホラーカラオケGP（後半））                                                      | 志田愛佳、菅井友香、長澤菜菜香、米谷奈奈未、渡邊梨加                          |          |
| 5    | 8月2日        | 櫸坂46 熱鬧滾滾的BBQ大會!! （欅坂46 ワイワイ バーベキュー大会!!）                                                                           | 石森虹花、齋藤冬優花、長濱禰留、土生瑞穂、渡邊理佐                            |          |
| 6    | 8月9日        | 櫸坂46的真面目大公開！休息室秘密盜攝！ （欅坂46の素顔を大公開!隠し撮りで楽屋を密かにモニタリング!）                                                               | 織田奈那、小林由依、齋藤冬優花、佐藤詩織、守屋茜                              |          |
| -    | 8月16日       | 暫停播出                                                                                                  | 暫停播出                                                                      | 暫停播出 |
| 7    | 8月23日       | 櫸坂46 目標！性感&可愛角色 （欅坂46 目指せ！セクシー＆ぶりっ子キャラ）                                                                           | 小池美波、菅井友香、鈴本美愉、原田葵、渡邊理佐                                |          |
| 8    | 8月30日       | 性感&可愛角色 抓住男人心演技對決！ （セクシー＆ぶりっ子 男心をつかむ演技対決!）                                                                   | 上村莉菜、尾關梨香、織田奈那、小林由依、志田愛佳                              |          |
| 9    | 9月6日        | 櫸坂46 最受男性歡迎成員決定戰！！ （欅坂46 一番男ウケするメンバー決定戦！！）                                                                    | 鈴本美愉、守屋茜、米谷奈奈未、土生瑞穂、長澤菜菜香                            |          |
| 10   | 9月13日       | 櫸坂46裡誰的運氣最好？幸運女孩排名 （欅坂46で一番運がいいのは誰だ？ラッキーガールランキング）                                                                   | 石森虹花、小池美波、長濱禰留、原田葵、渡邊梨加                                |          |
| 11   | 9月20日       | 為了獲得小朋友中的人氣 挑戰自創日本故事 （子ども人気獲得のため オリジナル日本昔話に挑戦）                                                              | 上村莉菜、佐藤詩織、菅井友香、鈴本美愉、平手友梨奈                            |          |
| 12   | 9月27日       | 櫸坂46 vs 伊藤麻子46歲 賭上Center的大戰！ （欅坂46 vs いとうあさこ46歳 センターを賭けた戦い!）                                                            | 小林由依、志田愛佳、菅井友香、長濱禰留、平手友梨奈 守屋茜、渡邊梨加、渡邊理佐 |          |

### 工作人員
- 企畫製作人：秋元康[13]
- 旁白解說：杉田智和、田澤利依子
- 構成：三田卓人、竹村武司、河口ワタル、石田ケント[13]
- TM：木村博靖
- SW：村上和正
- 攝影：中村哲也
- 音聲：宮内貞
- VE：鈴木昭博
- LD：大矢晃
- 美術製作：栗原和也、大川明子
- 設計：栗原純二
- 大道具：永瀨雅俊
- 小道具：伊澤英樹
- 衣装：栗田佐智子
- 技術協力：NiTRO
- 美術協力：NIPPON TELEVISION ART
- 編集：杉本啓二（IKAROS）
- MA：田倉學（IKAROS）
- CG：Dragon Pooh Pictures
- 音效：高取謙（thee BLUEBEAT）
- TK：山澤啓子
- 企畫協力：窪田康志（AKS）、佐野裕一（田邊音樂出版）
- 製作委員會：松瀨真一郎、鹽入聰太、佐野繪梨、中村考太郎
- AP：橋本早世
- Disc：當田駒子
- AD：池田雅美、光若令真、吉田香里奈、三上由貴、荒井悠希
- 導演：師岡靖成、吉田晃浩、中尾光佐、杉田心平
- 演出：藤井良記[13]
- 內容製作：毛利忍[13]
- 製作人：井原亮子、齋藤匠、渡邊崇士[13]
- 統括製作：中村博行[13]
- 總製作人：糸井聖一[13]
- 制作協力：acro[13]
- 企畫制作：日本電視台[13]
- 製作著作：「KEYABINGO!」製作委員會[13]

### 主題曲、插曲
- 櫸坂46《沉默的多數》

## KEYABINGO! 2

### 演出人員
正式演出者
- 主持人
  - 三明治人
- 櫸坂46
  - 石森虹花、今泉佑唯、上村莉菜、尾關梨香、織田奈那、小池美波、小林由依、齋藤冬優花、佐藤詩織、志田愛佳、菅井友香、鈴本美愉、長澤菜菜香、土生瑞穂、原田葵、平手友梨奈、守屋茜、米谷奈奈未、渡邊梨加、渡邊理佐
- 平假名櫸坂46（けやき坂46）
  - 長濱禰留（長濱ねる）

其他演出者
- 兒嶋一哉（UNJASH） - 第3集「超萌點競賽 我才是正解！！」出題者[14]
- 千鳥 - 第3集「超萌點競賽 我才是正解！！」出題者[14]

### 播出日期與內容
| 集數 | 播放日期       | 内容                                                   | KEYA ROOM                                            |
| ---- | -------------- | ------------------------------------------------------ | ---------------------------------------------------- |
| 1    | 2017年 1月10日 | 欅坂46 No.1 男友決定戰！！ （イケメン勢ぞろい! 欅坂46 NO.1 彼氏決定戦!!）                        | 織田奈那、志田愛佳、長濱禰留、土生瑞穂、渡邉理佐     |
| 2    | 1月17日        | 欅坂46 誰的兒媳力最強？最想把他嫁給兒子的選手權！ （欅坂46で嫁力があるのは誰だ? 息子の嫁にしたい選手権!） | 尾關梨香、齋藤冬優花、菅井友香、原田葵、守屋茜       |
| 3    | 1月24日        | 超萌點競賽 我才是正解！！ （超ピンポイント萌えクイズ 俺が正解!!）                         | 石森虹花、上村莉菜、佐藤詩織、長澤菜菜香、渡邊梨加   |
| 4    | 1月31日        | 超越菅井友香！？欅坂46 NO.1大小姐決定戰！ （菅井友香を超えられるか!? 欅坂46 NO.1お嬢様決定戦!）         | 齋藤冬優花、菅井友香、長濱禰留、土生瑞穂、米谷奈奈未 |
| 5    | 2月7日         | 真的瞭解自己的身體嗎！？欅坂46身體部位測驗 （自分のカラダちゃんと分かる!? 欅坂46カラダのパーツ当てクイズ）        | 石森虹花、今泉佑唯、小林由依、鈴本美愉、渡邉理佐     |
| 6    | 2月14日        | 欅坂46的反抗期來了！不良少女 No.1 決定戰！！ （欅坂46に反抗期がやってきた! 不良娘No.1決定戦!!）      | 上村莉菜、織田奈那、志田愛佳、守屋茜、渡邊梨加       |
| 7    | 2月21日        | 原宿KEYABINGO！玩遍原宿！ （）                         | 織田奈那、志田愛佳、菅井友香、長濱禰留、渡邉理佐     |
| 8    | 2月28日        | 原宿KEYABINGO！玩遍原宿！ （）                         | 今泉佑唯、小林由依、佐藤詩織、守屋茜、渡邊梨加       |
| 9    | 3月7日         | 表情崩壞就失格！冰山美人 Cool Beauty No.1 決定戰 （表情を崩したら即失格!クールビューティーNO.1決定戦）  | 石森虹花、志田愛佳、菅井友香、原田葵、渡邉理佐       |
| 10   | 3月14日        | 欅坂46整人祭典 （欅坂46ドッキリ祭り）                                    | 今泉佑唯、尾關梨香、小池美波、佐藤詩織、渡邊梨加     |

### 工作人員
- 企畫製作人：秋元康[15]
- 旁白解說：杉田智和、田澤利依子
- 構成：三田卓人、竹村武司、西村隆志、デーブ八坂[15]
- 演出：渡邊春佳、藤井良記[15]
- 內容製作：毛利忍[15]
- 製作人：今井大輔、相澤幸一、橋本早世[15]
- 統括製作：中村博行[15]
- 總製作人：糸井聖一[15]
- 制作協力：acro[15]
- 企畫制作：日本電視台[15]
- 製作著作：「KEYABINGO!2」製作委員會[15]

## KEYABINGO! 4
該季由附屬櫸坂46的「平假名櫸坂46」（現日向坂46）單獨演出，因此設有副標題：「平假名櫸是甚麼？」（ひらがなけやきって何？）。

### 演出人員
正式演出者
- 主持人
  - 三明治人
- 平假名櫸坂46
  - 1期生 : 井口真緒、潮紗理菜、柿崎芽實、影山優佳、加藤史帆、齊藤京子、佐佐木久美、佐佐木美玲、高瀨愛奈、高本彩花、東村芽依
  - 2期生 : 金村美玖、河田陽菜、小坂菜緒、富田鈴花、丹生明里、濱岸日和、松田好花、宮田愛萌、渡邊美穗

其他演出者
- TRENDY ANGEL（日语：トレンディエンジェル） - 第7、8集

### 播出日期與內容
| 集數 | 播放日期       | 内容                                                                              | 企劃提案成員         | KEYA ROOM                                                                          |
| ---- | -------------- | --------------------------------------------------------------------------------- | -------------------- | ---------------------------------------------------------------------------------- |
| 1    | 2018年 4月17日 | 時下話題的平假名坂46 整蠱躲避球引發的大號泣&三明治人的大爆笑 （話題けやき坂46ムチャぶりドッジボール大号泣&サンド爆笑）                 | 佐佐木久美           | 加藤史帆、齊藤京子、佐佐木久美、佐佐木美玲、渡邉美穂                               |
| 2    | 2018年 4月24日 | 平假名欅坂的認真決勝負！讓三明治人都驚訝的毅力女孩&臉紅心跳賣萌對決 （ひらがなけやきガチンコ勝負!サンド驚き根性娘&赤面萌え対決）          | 小坂菜緒             | 金村美玖、小坂菜緒、富田鈴花、丹生明里、濱岸日和                                   |
| 3    | 2018年 5月1日  | 三明治人爆笑！有著綜藝能力的成員到底是誰？令人驚訝的身體能力 （サンド爆笑!バラエティー能力あるメンバーは誰?驚き身体能力）                 | 小坂菜緒             | 柿崎芽実、影山優佳、高本彩花、東村芽依、河田陽菜                                   |
| 4    | 2018年 5月8日  | 心跳！流淚？和男裝成員去遊樂場的私服約會！ （胸キュン!涙?男装メンバーと遊園地で私服デート!サンド驚き）                                   | 柿崎芽實             | 井口眞緒、潮紗理菜、齊藤京子、松田好花、渡邊美穗                                   |
| 5    | 2018年 5月15日 | 全員心動！最帥成員決定戰！鬼屋篇 （全員胸キュン!イケメン1位決定戦!お化け屋敷突撃サンド爆笑）                                             | 柿崎芽實             | 加藤史帆、佐佐木久美、高瀨愛奈、東村芽依、宮田愛萌                                 |
| 6    | 2018年 5月22日 | 看穿演技,在○○的到底是誰?和母親通電話!三明治人爆笑 （演技を見破れ本当に○○しているのは誰?母と電話!サンド爆笑）                            | 佐佐木美玲           | 井口眞緒、影山優佳、富田鈴花、金村美玖、河田陽菜                                   |
| 7    | 2018年 5月29日 | 如果教師、辦公室同事、護士等身邊職業的人全部都是平假名櫸坂46？ （教師・同僚・看護師ら身近な職業の人がけやき坂46だらけに?）               | 齊藤京子、渡邊美穗   | 柿崎芽實、小坂菜緒、佐佐木美玲、高瀨愛奈、高本彩花                                 |
| 8    | 2018年 6月5日  | 身邊職業的人全部都是平假名櫸坂46？TRENDY ANGEL驚奇 & （秘）悲鳴對決 （身近な職業の人が全員けやき坂46?トレエン驚き&(秘)悲鳴対決）          | 齊藤京子、渡邊美穗   | 潮紗理菜、丹生明里、濱岸日和、松田好花、宮田愛萌                                   |
| 9    | 2018年 6月12日 | 成員發想&攝影的自我整人短片！也有私密影像 （メンバー考案&撮影セルフドッキリ動画!プライベート映像も）                                    | 潮紗理菜、富田鈴花   | 潮紗理菜、影山優佳、齊藤京子、高瀨愛奈、高本彩花、東村芽依                         |
| 10   | 2018年 6月19日 | 讓三明治人驚訝的平假名櫸坂46個人物品交換會（秘）演奏（秘）茶道（秘）變身蜜蜂 （サンド驚きけやき坂46私物交換会(秘)演奏(秘)茶道(秘)ミツバチ変身） | 東村芽依、丹生明里   | 金村美玖、河田陽菜、小坂菜緒、丹生明里、濱岸日和、渡邊美穗                         |
| 11   | 2018年 6月26日 | 讓三明治人爆笑的1期生vs2期生復仇對決 大家一起跳起高飛 （サンド爆笑1期生vs2期生リベンジバトルみんなで高く跳べ）                        | 加藤史帆、佐佐木久美 | 井口眞緒、柿崎芽実、加藤史帆、佐佐木久美、佐佐木美玲、富田鈴花、丹生明里、松田好花 |

### 工作人員
- 企畫製作人：秋元康[16]
- 旁白解說：佐藤義朗
- 構成：三田卓人、平出尚人、飯尾亮昌、平片達矢/石塚祐介[16]
- 演出：渡邊政次[16]
- 內容製作：毛利忍[16]
- 製作人：大友有一、相澤幸一、小松愛、日下潤[16]
- 統括製作：倉田忠明[16]
- 總製作人：糸井聖一[16]
- 制作協力：アクロ、えすと[16]
- 企畫制作：日本電視台[16]
- 製作著作：「KEYABINGO!4」製作委員會[16]

### 主題曲、插曲
- 櫸坂46《打破玻璃！》

## 外部鏈結
- KEYABINGO! （页面存档备份，存于） - 官方網站
- KEYABINGO!2 （页面存档备份，存于） - 官方網站
- KEYABINGO!3 （页面存档备份，存于） - 官方網站
- KEYABINGO!4 平假名櫸是甚麼？ （页面存档备份，存于） - 官方網站

| 日本電視台 週一25:29 - 25:59     | 日本電視台 週一25:29 - 25:59        | 日本電視台 週一25:29 - 25:59 |
| -------------------------------- | ----------------------------------- | ---------------------------- |
|                                  | KEYABINGO! （2016.7.5 - 2016.9.27） |                              |
| NOGIBINGO!6 （2016.4.12 - 6.28） | NOGIBINGO!7 （2016.10.11 - ）       |                              |

| 日本電視台 週一25:29 - 25:59           | 日本電視台 週一25:29 - 25:59                      | 日本電視台 週一25:29 - 25:59 |
| -------------------------------------- | ------------------------------------------------- | ---------------------------- |
|                                        | KEYABINGO!4 平假名櫸是甚麼？ （2018.4.17 - 6.26） |                              |
| STU48的SETOBINGO! （2018.1.16 - 3.27） | HKTBINGO! （2018.7.17 - 9.25）                    |                              |